# 江用世
江用世（1573年—1650年），字仲行，號鼎寰，南直隶苏州府太仓州太仓卫官籍，无为州人。明朝政治人物。

## 生平
萬曆四十三年（1615年）乙卯科應天鄉試舉人，天啓二年（1622年）壬戌科進士。三年十月授刑部贵州司主事，四年十二月调兵部车驾司主事。天启七年五月以门户被削籍为民。崇祯元年三月被推起复，升兵部员外郎，本年升郎中。二年升陕西副使，七年升广东参政，九年升江西按察使，十二年为民。

## 家族
曾祖江山，祖江天然。伯江有声，字成卿，举人。江有源，字进卿，万历八年庚辰科进士。父江有功，字敏卿，万历十年壬午举人，原任知县，封刑部主事。弟江昌世，天啓四年举人。